# (35803) 1999 JT40
1999 JT40 (asteroide 35803) é um asteroide da cintura principal. Possui uma excentricidade de 0.12819060 e uma inclinação de 4.13988º.
Este asteroide foi descoberto no dia 10 de maio de 1999 por LINEAR em Socorro.